# Hybridní roj
Hybridní roj (anglicky hybrid swarm) je populace rostlin či živočichů 2 druhů a jejich primárních a zpětných kříženců (introgresívní hybridizace). Předpokladem vzniku hybridního roje je fertilita (schopnost pohlavního rozmnožování) primárních hybridů. Pokud je hybrid zcela sterilní, či je jeho fertilita silně snížena (a rozmnožuje se třeba jen nepohlavně), není vznik hybridního roje možný. Pokud jsou primální hybridi fertilní, mohou se zpětně křížit s rodičovskými druhy a vytváří se tam plynulý přechod od jednoho druhu k druhému. V praxi to zpravidla velmi ztěžuje určování takových taxonů.

## Příklady
Příkladem jsou některé violky. Např. violka vonná (Viola odorata) se ve smíšené populaci snadno kříží s violkou chlupatou (Viola hirta). Vzniká kříženec Viola × scabra. Ten je fertilní a kříží se zpětně s rodiči a tak vzniká hybridní roj, který značně znesnadňuje odlišování rodičů a hybridů. Podobný vztah je mezi violkou lesní (Viola reichenbachiana) a violkou Rivinovou (Viola riviniana). Jiným příkladem jsou hlohy, kdy primárním zkřížením druhů Crataegus laevigata, Crataegus monogyna a Crataegus praemonticola vznikly primární hybridi, které se časem stabilizovaly do hybridogenních druhů: Crataegus × macrocarpa, Crataegus × media a Crataegus × fallacina. Ty se kříží zpětně s rodiči, vzniká hybridní roj, což velmi znesnadňuje určování těchto druhů. Jiná situace je třeba v případě přesliček. Přeslička větevnatá (Equisetum ramosissimum) a přeslička zimní (Equisetum hyemale) se kříží, kříženec se jmenuje přeslička Mooreova (Equisetum × moorei). Ten je však zcela či skoro sterilní, a rozmnožuje se vegetativně (tím se dlouhodobě udržuje na lokalitě), proto se zpětně s rodiči křížit nemůže a hybridní roj tak nevzniká.